# Македонско народно позориште
Македонско народно позориште у Скопљу је најстарија позоришна институција у Северној Македонији, одмах након позоришта којег је ту основао Бранислав Нушић 1913. године.

## Историја
Основано је одлуком АСНОМ-а 31. јануара 1945. године као драмски театар, у истој згради предратног Народног позоришта Краљ Александар I.
Током прве две сезоне, МНП функционише као драмско позориште, а затим је основан оперски ансамбл 1947. године прва премијерна опера, "Кавалерија Рустикана" је изведена 9. маја 1947, балет 1949. године (први балетска премијера, "Валпургијска ноћ" одржана 27. јануара, 1949).
Овај модел позоришне организације је промењен 2004. године, када су опера и балет постали део посебне организације - Македонска опера и балет (Моб).
Први драмски ансамбл Народног позоришта био је састављен од:
- Димитар Костаров - директор и директор драме;
- Илија Милчин - глумац и редитељ;
- Тодор Николовски, Петре Прличко, Крум Стојанов, Трајко Цоревски, Мирко (Тихомир) Стефановски и Благоја Црвенков - глумци;
- Томо Владимирски и Василије Поповић-Цицо — сценографи.

МНП је радило у истој згради до земљотреса 1963. године, када је била тешко оштећена, а касније и срушена. Након тога је смештено у привремени објекат у театар центру, изградња нове зграде Народног позоришта је започета током 1980-их.